# Daniel Guld
Daniel Guld (født 9. december 2000 i Tilst) er en cykelrytter fra Danmark, der kører for Wuzhishan SCOM MVMT Cycling Team. Han har tidligere kørt to sæsoner for det danske DCU-hold Team Give Elementer.
I 2023 kørte han top-10 i UCI-løbet Tour de Kumano.